# Bass Lake
Bass Lake é uma Região censo-designada localizada no estado americano de Indiana, no Condado de Starke.

## Demografia
Segundo o censo americano de 2000, a sua população era de 1249 habitantes.

## Geografia
De acordo com o United States Census Bureau tem uma área de 
29,2 km², dos quais 23,7 km² cobertos por terra e 5,5 km² cobertos por água. Bass Lake localiza-se a aproximadamente 219 m acima do nível do mar.

## Localidades na vizinhança
O diagrama seguinte representa as localidades num raio de 20 km ao redor de Bass Lake. 